# Bernhardine Rosenbaum
Bernhardine Marie Christence Rosenbaum, født Kruse (10. september 1850 i København – 7. juni 1929) var en dansk skuespillerinde, gift med Julius Rosenbaum.
Hun var datter af hoboist ved Fodgarden, senere kgl. kapelmusikus Johan Peter Frederik Kruse (1819-?} og Caroline Vilhelmine Marie f. Beuchel (1813-1886), debuterede 1869 på Aalborg Teater og blev 1872 skuespillerinde ved Folketeatret, hvor hun var i flere årtier. Hun medvirkede bl.a. i revyen Nytaarsnat (1877) og som Madam Rüder i Hans Højhed (1906)
Hun ægtede den 31. oktober 1874 litograf Julius Rosenbaum.